# Elsa Celsing
Elsa Carolina Celsing, född Backlund (ryska: Эльза Каролина Баклунд-Цельсинг, Elza Karolina Baklund-Tselsing) 25 mars 1880 i Pulkovo i Ryssland, död 19 april 1974 i Västerås, var en svensk konstnär.
Elsa Backlund var dotter till Oskar Backlund och Ulrika Widebeck samt syster till geologen Helge Backlund. Hon bodde under sina första levnadsår i Pulkovo och Sankt Petersburg, men gick i svensk skola i Strängnäs till femton års ålder. Hon utbildade sig i konst på en konstskola i Sankt Petersburg för Jan Ciągliński och Ilja Repin, privat för Anders Zorn och under en period också i Paris för Eugène Carrière.
Elsa Backlund gjorde sig framför allt känd som porträttmålare. Hon målade även interiörer och figurer i landskap med fin kolorit. Hon är representerad i Nationalmuseum i Stockholm, porträttsamlingen på Gripsholms slott, Värmlands museum, Västerås konstmuseum samt i Ryska museet i Sankt Petersburg, i Pulkovo-observatoriet och med ett verk i Dnipro i Ukraina.
Hon gifte sig 6 oktober 1912 med agronomen och direktören Ulrik Celsing (1875–1959) och flyttade till Sverige. Makarna hade barnen Gustaf född 1913, Anders född 1914 och Lars född 1916.